# 林耀英
林耀英（英語：Scott Lin，1933年—），是台灣億萬富翁、大立光電的創辦人。

## 生平
林耀英，1933年出生於高雄阿蓮區。

## 經歷
大立光電創立於1969年，並於1987年投資1000萬新台幣，四大家族為原始股東，成立大根精密，後大根合併大立。身為大立光電聯合創辦人，林耀英的個性不多話。 2010年，大立光電聯合創辦人陳世卿接任大立光董事長。四年後改選，交棒予林耀英的長子林恩舟擔任公司董事長、次子林恩平擔任公司執行長。林耀英於2014年首次登上富比士台灣億萬富豪榜，以12億美元的淨資產位列全國第33位。2015年，林耀英首次入選世界億萬富豪榜；他的身價為15億美元。2017年初，林耀英身價為32億美元，位列富比士科技商人榜第76位，台灣榜第9位。2017年6月，富比士台灣富豪榜發佈時，林耀英身價為27億美元，位列第13位。

## 家庭
林耀英已婚，有兩個兒子，林恩舟和林恩平。